# Karl Kihlgren
Karl Anders Kihlgren, född 27 februari 1914 i Örebro, död 27 juli 1963 i Lillkyrka, var en svensk målare.  
Han var son till smeden Karl Napoleon Kihlgren och Gärda Viktoria Lövkvist och från 1943 gift med Gunvor Elisabeth Hammar och far till konstnären Staffan Kihlgren.
Efter en kortare tids studier vid Otte Skölds målarskola sökte han sig till Konstakademin i Stockholm där han studerade 1934-1940. Han har medverkat i Sveriges allmänna konstförenings utställningar och Örebro läns konstförenings utställningar. Separat har han ställt ut på Vallins konsthall och Örebro läns museum.
Tillsammans med Frans Timén och Erik Kinell utförde han en freskomålning i Krokströmmens kraftverk 1953.
Hans konst består av stilleben, figurtavlor och landskap. Under flera år vistades han periodvis på Christiansö utanför Bornholm där han hittade många miljöer som var lämpliga att avbilda.
Kihlgren är representerad vid Örebro läns museum, Örebro idrottshus och Örebro läns landsting. Han är begravd på Norra kyrkogården i Örebro.